# 姫路市立家島中学校
姫路市立家島中学校（ひめじしりつ いえしまちゅうがっこう）は、兵庫県姫路市家島町宮に所在する公立中学校。

## 沿革
- 1947年（昭和22年）4月1日 - 家島町立家島中学校として開校。
- 2006年（平成18年）3月27日 - 家島町が姫路市に編入され、姫路市立家島中学校と改称。

## 教育目標
明るく元気でめあてを持ち、自他を大切にし家島を愛する生徒の育成

## 部活動
- ソフトテニス部
- 陸上競技部
- 文化部

## 通学区域
- 姫路市立家島小学校校区